# 嘉納健二
嘉納 健二（かのう けんじ、1971年7月14日 - ）は、日本の経営者。白鶴酒造社長。学校法人灘育英会理事長。

## 来歴・人物
兵庫県神戸市出身。1994年学習院大学経済学部卒業後、1995年白鶴酒造入社。2001年6月社長に就任。